# James F. Hughes
James Frederic Hughes, född 7 augusti 1883 i Green Bay, Wisconsin, död 9 augusti 1940 i Rochester, Minnesota, var en amerikansk politiker (demokrat). Han var ledamot av USA:s representanthus 1933–1935.
Hughes tillträdde 1933 som kongressledamot och efterträddes 1935 av George J. Schneider.
Hughes ligger begravd på Cady Cemetery i Lawrence.